# Monastero di San Benedetto (San Paolo)
Il monastero di San Benedetto (Mosteiro de São Bento in portoghese) è un edificio di culto cattolico situato nel centro della metropoli brasiliana di San Paolo.

## Storia
Nel 1598 un frate benedettino costruì sull'attuale sito, allora la cima di una collina tra il fiume Anhangabaú e il fiume Tamanduateí, una piccola cappella. Due anni dopo le autorità municipali autorizzarono la costruzione del complesso monasteriale. I lavori furono ultimati nel 1634. La chiesa, inizialmente dedicata a San Benedetto, fu poi intitolata a Nostra Signora di Montserrat e, nel 1720, a Santa Maria Assunta. Verso la metà del XVII secolo il complesso fu ampliato grazie al sostegno economico del bandeirante Fernão Dias Pais.
Nel 1903 l'abate Miguel Kruse, di origine tedesca, fondò il Colégio de São Bento, di istruzione secondaria, e cinque anni più tardi creò anche la Facoltà di Filosofia, considerata la prima del suo genere in Brasile.
Sempre per iniziativa di Kruse, la chiesa e il monastero di epoca coloniale furono demoliti per la costruzione di un edificio più moderno e grandioso in stile ecclettico. L'attuale edificio, volto ad accompagnare il processo di sviluppo della città, iniziò ad essere eretto nel 1910, su progetto dell'architetto Richard Berndl, già professore all'Università Ludwig Maximilian di Monaco, e con decorazioni realizzate dal benedettino Dom Adalbert Gressnigt. La chiesa fu elevata al rango di basilica minore nel 1922.